# Cape Ross
Cape Ross är en udde i Antarktis. Den ligger i Östantarktis. Nya Zeeland gör anspråk på området.
Terrängen inåt land är platt åt sydväst, men åt nordväst är den kuperad. Havet är nära Cape Ross österut. Trakten är obefolkad. 